# Пшенсоцин
Пшенсоцин (пол. Przęsocin, нім. Neuendorf) — село в Польщі, у гміні Полиці Полицького повіту Західнопоморського воєводства.
Населення — 596 осіб (2011).

## Демографія
Демографічна структура станом на 31 березня 2011 року:
|          | Загалом | Допрацездатний вік | Працездатний вік | Постпрацездатний вік |
| -------- | ------- | ------------------ | ---------------- | -------------------- |
| Чоловіки | 300     | 63                 | 209              | 28                   |
| Жінки    | 296     | 63                 | 176              | 57                   |
| Разом    | 596     | 126                | 385              | 85                   |